# Carrer dels Oms
El carrer dels Oms és una de les vies per a vianants més transitades de tot Palma. Deu el seu nom als arbres que en populaven les vores. Es troba entre les Rambles i el carrer de Sant Miquel. Compta amb nombrosos comerços i cafès amb terrasses sobre la calçada.
Al llarg de la seva història, ha portat els noms de Santa Marlarida, Homs, Lleida, i Oms de Santa Margarita.